# Muhlenbergia maxima
Muhlenbergia maxima là một loài thực vật có hoa trong họ Hòa thảo. Loài này được Laegaard & Sánchez Vega mô tả khoa học đầu tiên năm 1990.